# Odcinek PQ

Odcinek PQ na schemacie zapisu EKG pojedynczego cyklu pracy serca.

Odcinek PQ – w terminologii medycznej określenie fragmentu zapisu elektrokardiograficznego od końca załamka P do początku zespołu QRS. Jest wyrazem przewodnictwa pobudzenia węzła przedsionkowo-komorowego. Depolaryzacja mięśniówki komór (a dokładniej mięśniówki przegrody międzykomorowej) rozpoczyna zespół QRS, wyrażony załamkiem Q.
W warunkach fizjologicznych leży w linii izoelektrycznej. Jego czas trwania powinien wynosić od 0,04 s do 0,10 s (od 1 kratki do 2,5 kratki na papierze elektrokardiograficznym przy przesuwie taśmy 25 mm/s). Średnio około 80 ms.
Niekiedy może być zniekształcony przez nakładający się załamek Ta (Tp), będący wynikiem repolaryzacji mięśniówki przedsionków. Odcinek PQ jest wtedy obniżony w stosunku do linii izoelektrycznej. Dzieje się tak w przypadku przerostu prawego przedsionka lub u osób ze zwiększoną aktywnością układu współczulnego. Repolaryzacja przedsionków może zachodzić na zespół QRS, co w efekcie może być przyczyną niskiego odejścia punktu łączącego J.
W warunkach ostrej patologii poziome obniżenie odcinka PQ może być wynikiem zapalenia osierdzia (ostrej fazy), niedokrwienia przedsionków lub ich zawału (może wtedy również występować uniesienie odcinka PQ).